# Tour Pirelli
La tour Pirelli (italien : Grattacielo Pirelli), également appelée « Pirellone » (littéralement « grand Pirelli »), est un gratte-ciel de Milan, en Italie. Construit entre 1956 et 1960 sur demande d'Alberto Pirelli, le bâtiment mesure 127,1 mètres de hauteur. Il abrite le siège du conseil régional de Lombardie et est desservi par la gare de Milan-Centrale. Il a été de 1958 à 1966 l'édifice le plus haut de l'Union européenne avant d'être devancé par la tour du Midi à Bruxelles. 

## Histoire
En 1950, Alberto Pirelli, président et propriétaire du géant des pneumatiques Pirelli, a ordonné la construction d'un gratte-ciel dans la zone où se trouvait la première usine de la société au XIXe siècle pour abriter les bureaux de la célèbre société italienne de pneus : les usines du groupe avaient été détruites par des raids aériens pendant la Seconde Guerre mondiale. Le projet a été développé par l'architecte Gio Ponti, avec l'aide de Pier Luigi Nervi et Arturo Danusso.   
La construction de la tour a commencé en 1956, alors que l'Italie connaissait un boom économique. La tour devait être entourée de bâtiments bas sur un terrain pentagonal. Une fois achevée en 1958, elle est devenue un symbole non seulement de Milan, mais aussi de la reprise économique de l'Italie après les ravages de la Seconde Guerre mondiale. Avec ses 127 m (417 ft), elle a été le plus haut bâtiment d'Italie après la Mole Antonelliana jusqu'en 1995. En 1977, le gratte-ciel a été acheté par la région de Lombardie, qui en a fait son siège pendant environ 45 ans, après une rénovation par l'architecte Bob Noorda. C'est également le siège du conseil régional.

### Chronologie
- 12 juillet 1956 : pose officielle de la première pierre - début de la construction du gratte-ciel
- 4 avril 1960 : fin des travaux - inauguration officielle
- Juin 1978 : le gratte-ciel est acquis par la région de Lombardie
- 2 juin 1980 : première assemblée du conseil régional au sein du gratte-ciel
- 18 avril 2002 : accident aérien - l'immeuble est gravement endommagé et doit fermer
- printemps 2003 : début des travaux de restauration
- 8 avril 2004 : inauguration de la nouvelle façade après restauration- ouverture du nouvel auditorium, baptisé du nom du célèbre chanteur et humoriste milanais Giorgio Gaber, décédé l'année précédente
- 18 mai 2005 : première assemblée du conseil régional après restauration du gratte-ciel
- 31 : fin des travaux intérieurs
- Janvier 2010 : inauguration du nouveau Belvédère

## Caractéristiques
La Tour Pirelli est un gratte-ciel réalisé d'après les projets des architectes Gio Ponti et Pier Luigi Nervi. La construction, d'une hauteur de 124,1 mètres, comporte 32 étages. La base de l'édifice mesure 1 900 m2 (dimensions à la base : 75,5 × 20,5 m).
Sa construction a nécessité environ 30 000 m3 de béton. Le bâtiment pèse approximativement 70 000 tonnes et son volume est de 125 324 m3.
C'est une œuvre architecturale importante, typique du rationalisme italien . Le raffinement formel exquis et l'excellente utilisation des facteurs techniques sont remarquables. 
Le dernier étage, le 31e, peut être visité de temps en temps et sert de belvédère : de là, on a un magnifique panorama sur presque toute la plaine padane.

## Divers
Le 18 avril 2002, un avion de tourisme percute la tour ; le suicide par pilote est une hypothèse. En plus du pilote de l'avion, deux femmes ont été tuées dans la tour et l'accident a fait trente-quatre blessés. 
Aujourd'hui, le 26e étage abrite un "Lieu du Souvenir" dédié aux deux victimes, Anna Maria Rapetti et Alessandra Santonocito.
Après une restauration complète des élévations extérieures de la courtine et des espaces intérieurs, les antennes radio ont été retirées et des lumières stroboscopiques ont été installées pour signaler les avions.
La tour est citée, de manière dépréciative, dans la chanson d'Adriano Celentano, Un albero di trenta piani. Le titre, qui se traduit par « un arbre de trente étages » désigne par périphrase le bâtiment.